# 分解機
『分解機』（ぶんかいき、英: The Disintegration Machine）は、イギリスの作家アーサー・コナン・ドイルによるSF短編小説。1929年1月にストランド・マガジン誌に掲載された。物質を分解し、それをそのまま再構成することができる機械の発明を描く。チャレンジャー教授シリーズの最後を飾る一作である。当時のイギリスがロシアを脅威に感じていたことが窺える。

## ストーリー
チャレンジャー教授の若き友人であるデイリー・ギャゼットの記者マローンが、テオドール・ネモールに同行して彼の発見の調査を依頼しに教授を訪ねると、教授は電話の相手と論争中であった。ネモールは物質を分解できる装置を開発したと言う。発明に懐疑的なチャレンジャーはマローンの提案を受け入れ、ネモールの家に同行した。
当初ネモールはマシンのデモンストレーションのためにチャレンジャーを分解し、復元することを提案した。しかしマローンは彼を復元できなかった場合、彼の科学的業績が未完のまま終るとチャレンジャーを説得し、自身を分解するように提案した。
マローンは正常に復元され、チャレンジャーは同じ実験を受けた。チャレンジャーの発明への信頼と発明者への礼儀の欠如に対する報復として、ネモールは髪の毛なしで教授を復元した。激怒したチャレンジャーはネモールを床に叩き付け、元の状態に戻さなければ彼の命は無いと脅した。ネモールはチャレンジャーの髪の毛を元に戻し、チャレンジャーは彼のマシンを賞賛し、その実用性について尋ねた。ネモールは発明の権利の最高入札者であるロシア人の手によって、ロンドンとその何百万もの住民が分解される可能性があると自慢した。
他の誰かがマシンの秘密を知っているか確認した後、チャレンジャーはマシンを検査した。チャレンジャーは彼が分解したときに座っていた椅子から漏電があったと主張した。ネモールはこれに反論し、漏電を確認するため椅子に座った。その直後チャレンジャーは彼を分解させ、チャレンジャーとマローンはその方が有益であるとしてネモールを復元せずに立ち去った。

## 邦訳の一部
- 世界SF全集 第3巻 (ドイル)　永井淳 訳、早川書房、1970年 全国書誌番号:75009539 - 「物質分解機」として収録
- 毒ガス帯 (創元SF文庫)  龍口直太郎 訳、東京創元社、1971年 ISBN 978-4488608033
- ドイル傑作選 2 (ホラー・SF篇)　北原尚彦／西崎憲 編、翔泳社、2000年 ISBN 978-4881357392